# Vantanea magdalenensis
Espèce
Statut de conservation UICN

 EN B1+2c : En danger
Vantanea magdalenensis est une espèce de plantes à fleurs de la famille des Humiriaceae endémique de Colombie.

## Publication originale
- Brittonia 8: 195. 1956.